# Scopula kuldschaensis
Scopula kuldschaensis là một loài bướm đêm trong họ Geometridae.